# Tati Helene
Tati Helene (São Paulo, 08 de maio de 1982) é uma soprano brasileira.

## Biografia
Radicada atualmente na Alemanha, a soprano já trabalhou com importantes nomes da cena lírica européia, dentre os quais se destacam os diretores de cena Peter Konwitschny, com quem fez Salome em turnê pela Suíça, Bepi Morassi, em produção do Teatro La Fenice em Veneza (onde deu vida a personagem Rosa na ópera Il Piccolo Spazzacamino de Britten) e Stefano Vizioli, na produção paulistana de Falstaff feita pelo Theatro São Pedro (como Alice Ford), e os maestros Michael Radulescu da Áustria (como solista na Kantate 110 de Bach) e Alessandro Sangiorgi, italiano radicado no Brasil (com quem foi Mercedes na produção de Carmen do Teatro Guaíra em Curitiba e Norma em concerto no mesmo teatro).
Nos anos em que morou na Itália, foi bolsista do governo italiano e do Conservatório Antonio Buzzolla em função do seu mestrado em performance e atuou em alguns dos principais palcos do país, como o Teatro Malibran de Veneza, o Teatro Comunale de Rovigo e o Teatro Olímpico de Vicenza.
No Brasil, foi por duas vezes convidada para dividir o palco com artistas consagrados do meio lírico no projeto Grandes Vozes, primeiro com o barítono Renato Bruson e depois com a mezzo-soprano Graciela Araya, sendo ambas as apresentações sucesso de público e crítica.
Participou duas vezes do Festival de Ópera do Theatro da Paz, como Salomé na ópera homônima, e como Senta na ópera Der fliegende Holländer, primeira ópera wagneriana a ser apresentada na cidade. No fim de 2013 foi convidada para substituir, no próprio dia, a soprano Eliane Coelho no difícil papel de Médée de Cherubini no Theatro Municipal do Rio de Janeiro com a OSB sob regência do argentino Carlos Vieu.
Helene também se destaca como solista em obras sinfônicas: no Brasil, no Uruguai e na Itália já cantou a “Missa para duas vozes solistas, coro e orquestra” de Leandro Alvarenga (composta especialmente para ela), a “Messe in G-Dur” de Schubert, o “Requiem” de Faurè, o “Magnificat” e o “Gloria” de Vivaldi, “Veni Creator Spiritus” de Jommelli (estréia brasileira), "Lobgesang" de Mendelssohn, “Vesperae Solennes de Confessore” de Mozart e “9. Sinfonie” de Beethoven.
É mestre em canto lírico pelo Conservatório Antonio Buzzolla da Itália, tendo concluído o bacharelado pela FAAM e, além disso, atriz profissional formada pelo Colégio William Shakespeare. Seus professores de canto foram Heloísa Petri, Carmo Barbosa, António Garófalo e Luisa Giannini (Itália), hoje prepara seu repertório com Vitor Philomeno no Brasil e com Klaus Salmann na Europa. Em busca do aperfeiçoamento a soprano também já participou de diversos Master Classes com destacados mestres do canto lírico como Fiorenza Cossotto, Silvia Sass, Jaime Aragall, Mara Zampieri, Maria Pia Piscitelli, Teresa Berganza, Edda Moser, KS Thomas Moser, KS Karan Armstrong, Chuck Hudson, Denis Combe-Chastel, Angelo Raciti, Martin Struckmeyer e Janet Williams.
Foi vencedora do primeiro prêmio do Concurso Bianca Biancchi em Curitiba (2002), selecionada nas Audiciones Nuevas Voces Liricas del Teatro Cólon de Buenos Aires (2008) e indicada como uma promissora voz Wagneriana nas Audições Brasileiras do International Richard Wagner Competition (2009).

## Imprensa
- Tati Helene é ovacionada em seu debut surpresa como Médée no Theatro Municipal do Rio de Janeiro
- Entrevista na Rádio Cultura sobre a ópera Falstaff]
- Soprano Dramático faz parte do elenco da nova produção do Theatro São Pedro
- Movimento.com
- Concerto com Graciela Araya
- La brasilianna in Italia
- Mere Oliveira e Tati Helene vestem Arthur Caliman
- Falstaff no Theatro São Pedro